# Bundesstraße 299
Die Bundesstraße 299 (Abkürzung: B 299) liegt in Bayern und führt von der nördlichen Oberpfalz bis in den Chiemgau.

## Verlauf

### Gebietskörperschaften
- Bayern
  - Landkreis Tirschenreuth
  - Landkreis Neustadt an der Waldnaab
  - Landkreis Amberg-Sulzbach
  - Landkreis Neumarkt in der Oberpfalz
  - Landkreis Eichstätt
  - Landkreis Kelheim
  - Landkreis Landshut
  - Landkreis Mühldorf am Inn
  - Landkreis Altötting
  - Landkreis Traunstein

### ÜberquerteGewässer
- Hundsbach, bei Hundsbach
- Forellenbach und Glasmühlbach, bei Waldsassen
- Lausnitz, bei Hofteich
- Seibertsbach, bei Mitterteich
- Heinbach, bei Reuth bei Erbendorf
- Fichtelnaab, Galgenbach und Schreierbach, bei Erbendorf
- Grünbach, bei Hessenreuth
- Kohlbach, bei Riggau
- Haidenaab, bei Zintlhammer
- Creußen, Thumbach und Schaumbach, bei Grafenwöhr
- Wurzenbach, bei Hütten
- Röthenbach und Lindenbach, bei Kaltenbrunn
- Ringelmühlbach und Vils, bei Freihung
- Vils, bei Seugast
- Rufhenbach, bei Atzmannsricht
- Hallandenbach, bei Kainsricht
- Rohrbach
- Gebenbach, bei Godlricht
- Wolfsgraben, bei Ammersricht
- Vils, Fiederbach und Ammerbach, bei Amberg
- Lauterach, bei Kastl
- Pilsach
- Pilsach-Leitgraben, bei Labersricht
- Stadtbach, Steinbach und Maierbach, bei Neumarkt in der Oberpfalz
- Irlgraben, bei Woffenbach
- Donau, zwischen Pförring und Neustadt/Do
- Isar, bei Landshut
- Inn, bei Neuötting

### Von Hundsbach bis zur A93
Die B 299 beginnt in Fortsetzung der tschechischen Silnice II/214 an der tschechischen Grenze bei Hundsbach in der Oberpfalz. In südöstlicher Richtung verlaufend passiert sie Waldsassen und tangiert Mitterteich, bevor sie auf knapp zwölf Kilometern Länge durch die A 93 ersetzt wird.

### Zwischen A93 und A6
In der Folge führt die B 299 an Reuth, Krummennaab und Erbendorf vorbei, wobei die Ortsumgehung Erbendorf in gemeinsamem Verlauf mit der B 22 erfolgt. Nach dem Abzweig von der B 22 geht es durch den Hessenreuther Wald (Ausbaustrecke – Kunstwerk von Erwin Otte) nach Pressath, wo die B 470 gekreuzt wird, und kurz darauf nach Grafenwöhr, wo die B 299 kilometerlang am gleichnamigen Truppenübungsplatz vorbeiführt. Anschließend werden die Orte Freihung, Gebenbach und Hahnbach tangiert, bevor die Bundesstraße die kreisfreie Stadt Amberg erreicht. An die Ortsumgehung Amberg schließt sich ein Teilstück im 2+1-System mit einer zulässigen Höchstgeschwindigkeit von 120 km/h an, das als Zubringer zur A 6 dient.

### Zwischen A6 und A3
Nach dem Anschluss an die A 6 wird die B 299 wieder zweispurig und führt in südwestlicher Richtung über Ursensollen, Kastl, Lauterhofen und Pilsach unter der A 3 hindurch nach Neumarkt in der Oberpfalz, das westlich von der Ortsumgehung tangiert wird. Ein Teilstück dieser Ortsumgehung ist als Zubringer zur B 299a und A 3 vierspurig ausgebaut.

### Zwischen A3 und A93
Hinter Neumarkt verläuft die B 299 nach Süden am Ludwig-Donau-Main-Kanal entlang an Sengenthal
und Mühlhausen vorbei, bis kurz vor Berching auch der Main-Donau-Kanal in einen zur B 299 parallelen Verlauf einschwenkt. Nach der Ortsdurchfahrt von Beilngries im Altmühltal steigt die B 299 stark an und verläuft nun etwa 30 Kilometer in südlicher Richtung über eine flach zur Donau abfallende Ebene. Dabei führt die Straße an Altmannstein vorbei, durchquert Mindelstetten und tangiert Pförring, bis jenseits der Donau Neustadt mit der unübersehbaren Erdölraffinerie erreicht wird.
Von hier aus verläuft die B 299 einige Kilometer gemeinsam mit der B 16 in östlicher Richtung, bevor sie in Richtung Südosten abzweigt. Sie schließt an die B 301 und die A 93 bei Siegenburg an.

### Zwischen A93 und A92
Anschließend wird die östliche Hallertau durchquert. Die Bundesstraße führt an Pfeffenhausen vorbei, durchquert dann einige Ortschaften auf dem Gemeindegebiet von Weihmichl und Furth (die einzigen verbliebenen Ortsdurchfahrten auf dem vielbefahrerenen Teilstück zwischen Neustadt und Landshut). Nach der Ortsumgehung von Pfettrach erfährt die B 299 bei Altdorf einen knapp drei Kilometer langen Versatz durch die A 92.

### Zwischen A92 und A94
Das Stadtgebiet der kreisfreien Stadt Landshut quert sie auf der Konrad-Adenauer-Straße. Dort kommt es regelmäßig zu Staus, da sie sich im Bereich der beiden Isarbrücken und der Insel Mitterwöhr beidseitig von zwei auf eine Fahrspur pro Richtung verengt. Nach Verlassen des Stadtgebietes steigt sie am sog. Kasernenberg (Isarhangleite) in dreispurigem Ausbau stark an und führt in südöstlicher Richtung an Geisenhausen und Vilsbiburg vorbei, bevor sie einige Kilometer gemeinsamen Verlauf mit der B 388 in östlicher Richtung besitzt. Dann zweigt sie wieder ab und führt in südöstlicher Richtung durch Egglkofen und an Neumarkt-St. Veit vorbei zur A 94.

### Von der A94 bis nach Altenmarkt a.d. Alz
Nachdem sie auf etwa neun Kilometern Länge durch die A 94 ersetzt wird, überquert sie bei Neuötting den Inn, tangiert Altötting und Unterneukirchen, bevor mit der Ortsdurchfahrt von Garching ein schlechter ausgebautes Teilstück erreicht wird. Weiter verläuft die B 299 im Alztal durch die Orte Tacherting, Trostberg und Altenmarkt, wo sie an der Einmündung in die B 304 endet.

### Ersetzungen
Abschnitte wie
- Mitterteich und Falkenberg wurden durch die Bundesautobahn 93 über zwölf Kilometer
- Altdorf und Landshut wurden durch die Bundesautobahn 92 über drei Kilometer
- Mühldorf und Altötting wurden durch die Bundesautobahn 94 über neun Kilometer

durch Autobahnteilstücke ersetzt.
Teilweise verläuft die B 299 auch gemeinsam mit anderen Bundesstraßen.

## Geschichte

### Frühere Strecken und Bezeichnungen
Bei der ursprünglichen Nummerierung 1937 führte die damalige Reichsstraße 299 nicht über den heutigen Streckenverlauf hinaus. Nach einer Straßenkarte aus dem Jahr 1941 trug nur die Strecke südlich von Neumarkt in der Oberpfalz die Bezeichnung Reichsstraße 299, während der Abschnitt bis Mitterteich Teil der von Karlsbad kommenden Reichsstraße 15 war.

## Kosten
Für die Ortsumfahrung Mühlhausen waren (Stand: 2017) 21,9 Mio. Euro in den Haushalt eingestellt. Für die Ortsumfahrung Tanzfleck wurden 2017 die Kosten auf 6 Mio. Euro geschätzt.

## Verkehrsaufkommen

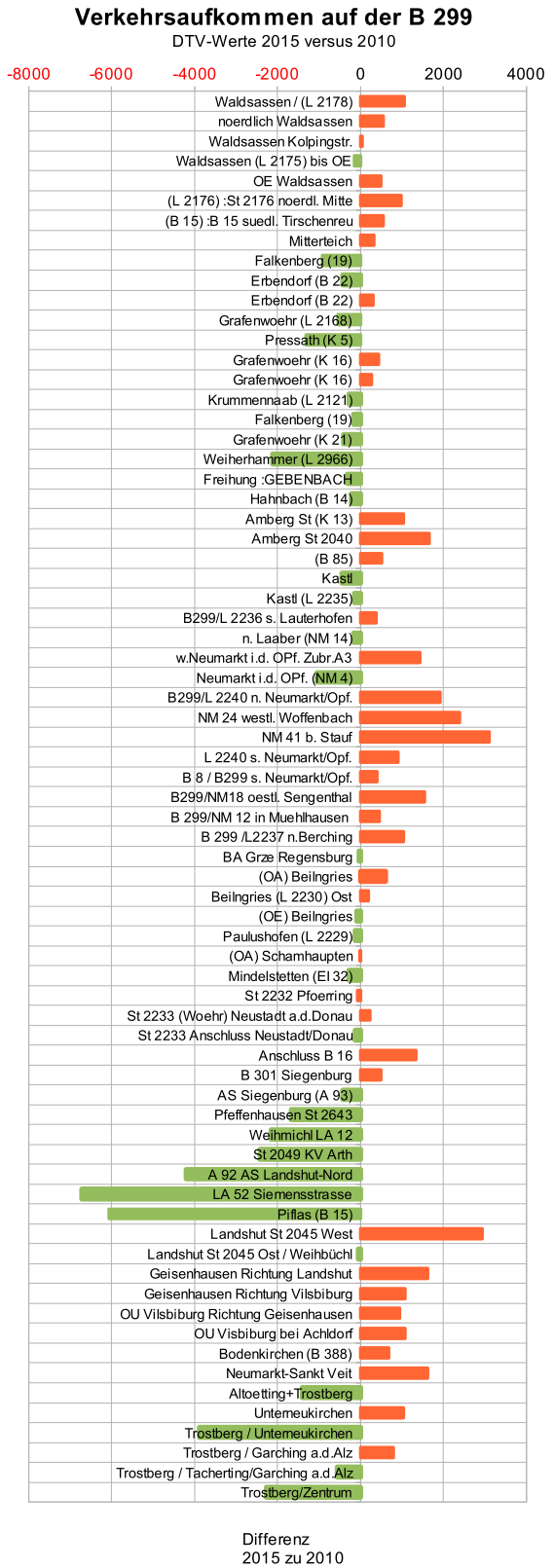
Veränderung des Verkehrsaufkommens auf der B 299 ermittelt während der wiederkehrenden Verkehrszählungen von 2010 und 2015

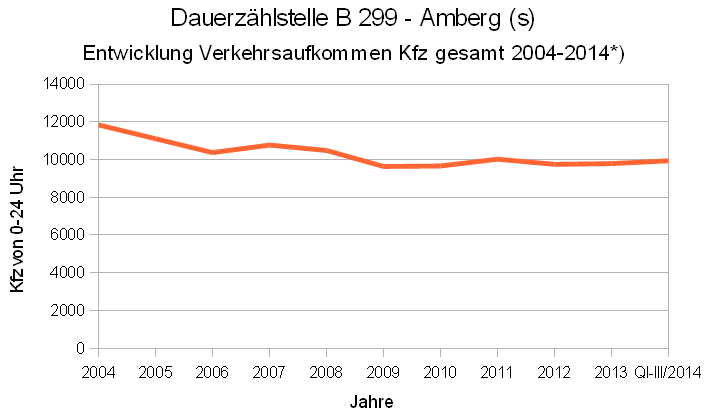
2004 bis 2014: Durchschnittliches Verkehrsaufkommen Kfz auf der B 299 erfasst durch die Dauerzählstelle 9292 Amberg (s)

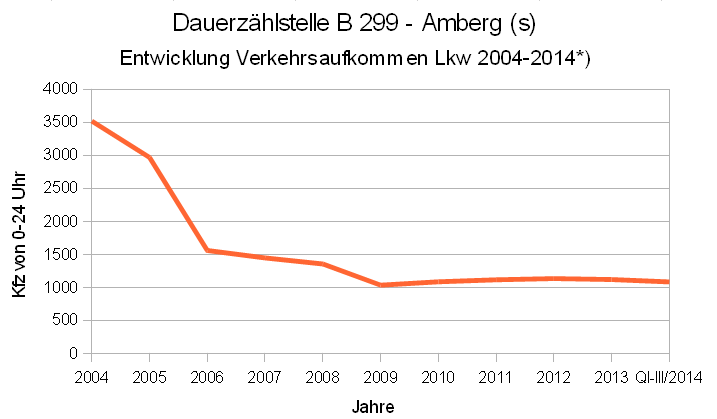
2004 bis 2014: Durchschnittliches Verkehrsaufkommen Lkw auf der B 299 erfasst durch die Dauerzählstelle 9292 Amberg (s)

Während der nördliche Teil der Bundesstraße relativ gering belastet ist, tritt im Abschnitt zwischen Neustadt an der Donau und Altenmarkt an der Alz ein wesentlich höheres Verkehrsaufkommen auf. Dieses Teilstück der B 299 stellt die Verbindungsachse zwischen dem Bayerischen Chemiedreieck und dem Industriegebiet zwischen Neustadt und Ingolstadt her.
Besonders belastet ist sie im Stadtgebiet von Landshut. 2010 waren dies bei Landshut-Nord (hier kreuzt sie die A 92) rund 18.500, im Bereich der Konrad-Adenauer-Straße knapp 24.000 Fahrzeuge und bei Landshut Ost in Richtung Weihbüchl zirka 13.700 Fahrzeuge pro Tag.
An der B 299 gibt es derzeit nur eine Dauerzählstelle: Nummer 9292 Amberg (s). Das Verkehrsaufkommen hat dort von durchschnittliche 12.000 Fahrzeugen täglich im Jahr 2004 auf 10.000 im Jahr 2014 abgenommen. Der Anteil des Schwerlastverkehrs ist von 2004 mit durchschnittlich 3.500 Lkw pro Tag um mehr als zwei Drittel auf etwa 1.000 im Jahr 2014 zurückgegangen. Der größte Rückgang war dabei in den Jahren 2004 bis 2006 zu verzeichnen. Seit 2009 ist das Verkehrsaufkommen nahezu konstant geblieben.

## Erhaltungsmaßnahmen

### Raum Landshut
In den Jahren 2013 bis 2015 wurde die Tragfähigkeit der beiden B 299-Isarbrücken überprüft. Auf Grund des Zustandes der Schubbewehrung ist ein Neubau beider Brücken innerhalb der nächsten fünf bis zehn Jahre erforderlich. Das staatliche Bauamt Landshut rechnet mit einem Planungsvorlauf bis zu einer Realisierung von zirka fünf Jahren, einer Bauzeit von etwa eineinhalb Jahren pro Brückenbauwerk und Kosten in Höhe von zwölf bis 15 Millionen Euro.
2014: Im Sommer wurde in zwei Bauabschnitten vom Anschluss Moniberg (Stadt Landshut) bis Hohenegglkofen sowie auf einem drei Kilometer langen Abschnitt zwischen dem Anschluss Hohenegglkofen mit Bauende in Höhe von Fimbach der Fahrbahnbelag, die Bankette und die Schutzplanken erneuert.
2015: Ab Mitte April ist geplant, an der Konrad-Adenauer-Straße in Landshut die Brücke bei Piflas über die dort vierspurige B 15 zu sanieren. Für den ersten Bauabschnitt sind drei Monate eingeplant. Dabei wird die Brücke nur Richtung Süden befahrbar sein. Der zweite Bauabschnitt ist für Mitte Juli bis Oktober vorgesehen. Dabei ist die Brücke einspurig in beiden Richtungen befahrbar.
2016: Am 9. Mai wurde damit begonnen, die B 299 im Bereich der Konrad-Adenauer-Straße zu sanieren. Dabei werden bis Juli zunächst die Bordsteine und die Geh- und Radwege in Stand gesetzt und teilweise verbreitert. Entsprechende Arbeiten im Bereich der beiden Isarbrücken sind im Gange. Anfang August erfolgt dann die Erneuerung des Fahrbahnbelages ab der Anschlussstelle Landshut-Nord mit der A 92 bis zur Höhe Schützen-/Schönaustraße. Dabei wird ein lärmmindernder Belag aufgebracht. Die Stadt Landshut und der Markt Ergolding tragen die Kosten für die Sanierung der Gehwege, die für die Instandsetzung der Radwege und die Erneuerung des Fahrbahnbelages der Bund.

## Ausbauplanung
Noch weiter südlich – im Tal der Alz – ist der Ausbauzustand der B 299 durch zahlreiche Ortsdurchfahrten, gefährliche Kreuzungen und Ampeln vergleichsweise schlecht.
Mit dem zeitweisen Aus des Weiterbaus der B 15 neu verkündet am 19. Januar 2015 durch Bayerns Innenminister Herrmann kam das Thema mehrspuriger Ausbau der B 299 in den Fokus der Politik zurück.

### Ortsumgehungen
Für die Orte Garching, Tacherting, Trostberg und Altenmarkt sind bereits Umgehungsstraßen angedacht, wobei Letztere in gemeinsamem Verlauf mit der B 304 geführt würde.

#### Ortsumfahrung Mühlhausen
Für dieses Vorhaben waren 2017 Haushaltsmittel eingestellt.
Der Ausbau erfolgte auf 5,4 Kilometer mit 3 Fahrstreifen und wurde Ende 2018 nach eineinhalb Jahren Bauzeit abgeschlossen.

#### Ortsumfahrung Tanzfleck
Für dieses Vorhaben liegt seit 30. September 2015 ein Planfeststellungsbeschluss vor, der aber (Stand: August 2017) beklagt ist.

#### Südlicher Landkreis Landshut
Mit dem Bau der Ortsumgehungen von Geisenhausen in den 1990er-Jahren, Vilsbiburg um die Jahrtausendwende und Neumarkt-Sankt Veit im Jahr 2012 konnten südlich von Landshut die Beeinträchtigungen für die Anwohner bereits deutlich reduziert werden. Durch den Neubau der A 94 sowie der Ortsumgehungen von Neuötting, Altötting und Unterneukirchen konnte auch im Inn-Salzach-Raum die Verkehrssituation bereits entschärft werden.

#### Nördlicher Landkreis Landshut
Mit dem vorübergehenden Aus eines Weiterbaus der B 15 neu im Januar 2015 kehrte das Thema Ortsumfahrungen im nördlichen Landkreis Landshut wieder zurück in den Fokus der Politik. Hier wird seit längerem in den Orten Oberneuhausen, Unterneuhausen und Weihmichl eine Ortsumfahrung angestrebt. Im Bundesverkehrswegeplan 2003 sind diese Projekte als zweistreifige Ausführung im weiteren Bedarf mit den laufenden Nummern 338 (OU Neuhausen – Länge 3,8 km) und 339 (OU Weihmichl – Länge 4,5 km) enthalten und mit Investitionskosten von 6,7 Millionen Euro bzw. 8,2 Millionen Euro angesetzt. 2006 lag hierfür Planungsrecht vor und ein Raumordnungsverfahren wurde gestartet. Eine genehmigte Entwurfsplanung liegt für den Bereich Weihmichl vor und die Planfeststellungsunterlagen sind in Arbeit. Vom Innenministerium Bayerns wird das Baurecht für Weihmichl bis 2017 angestrebt. Für die Ortsumfahrung Neuhausen ist die Entwurfsplanung abgeschlossen.
Die „Bürgerinitiative Ortsumfahrung Weichmichl/Arth“ (BIOWA) kämpft für entsprechende Ortsumfahrungen der Orte Weihmichl und Arth und damit für eine entsprechende Aufnahme der Projekte in den vordringlichen Bedarf des in Aufstellung befindlichen Bundesverkehrswegeplanes 2015. Im ersten Referentenentwurf des BVWP 2030 stehen beide Ortsumfahrungen in der allgemeinen Kategorie vordringlicher Bedarf (VB) ohne Priorisierungsstufe Engpassbeseitigung (VB-E).

### Osttangente Landshut
Um die B 299 im Bereich der Isarübergänge bei Landshut zu entlasten, ist seit mehr als einem Jahrzehnt eine „Osttangente Landshut“ im Gespräch. Ein Gutachten aus 2002 sprach von einer Entlastung um 25 Prozent. 2012 geriet das Thema durch eine ablehnende Entscheidung des Gemeinderates Ergolding zum damaligen Trassenvorschlag ins stocken. Ende Oktober 2014 wurde ein neuer Trassenvorschlag hierzu auf einer gemeinsamen Sitzung des Kreistages Landshut, des Stadtrats Landshut und des Gemeinderats Ergolding vorgestellt. Im Dezember 2014 wurde entschieden dessen Machbarkeit zu prüfen. Nachdem Kabinettsbeschluss der Bayerischen Staatsregierung vom 3. Februar 2015 eine Ost-Süd-Umfahrung Landshut zum Bundesverkehrswegeplan 2030 anzumelden, wurde die Durchführung der Machbarkeitsstudie aufgeschoben. Ein Verkehrsgutachten des Freistaats Bayern soll klären, ob eine Osttangente neben einer Ost-Süd-Umfahrung Landshut erforderlich ist.

### Bundesverkehrswegeplan 2030

#### Projektanmeldungen
Bezüglich der B 299 wurden vom Bayerischen Staatsministerium des Innern, für Bau und Verkehr 13 Projekte für den in Aufstellung befindlichen Bundesverkehrswegeplan 2030 (bis März 2016 als Bundesverkehrswegeplan 2015 bezeichnet) angemeldet. Diese waren wiederum in 20 Teilprojekte unterteilt.
- Projekt 1) B 299, (Ingolstadt) B 16 (Neustadt/Donau) – Landshut

- Unterprojekt 1) B 299 OU Neuhausen
- Unterprojekt 2) B 299 OU Weihmichl

- Projekt 2) B 299, A 92 – Landshut

- Unterprojekt 1) B 299 A 92 – St. 2045 bei Landshut

- Projekt 3) B 299, Landshut A 94 (Mühldorf)

- Unterprojekt 1) B 299 OU Egglkofen

- Projekt 4) B 299/304, A 94 (Altötting) – A 8 (Traunstein)

- Unterprojekt 1) B 299 OU Garching a.d.Alz
- Unterprojekt 2) B 299 OU Tacherting/Trostberg
- Unterprojekt 3) B 299 OU Altenmarkt (mit Aubergtunnel)
- Unterprojekt 4) B 299 OU Nunhausen/Matzing

- Projekt 5) B 299, A 93 (Mitterteich) – BGr. D/CZ

- Unterprojekt 1) B 299 OU Waldsassen/Kondrau

- Projekt 6) B 299, OU Grafenwöhr

- Unterprojekt 1) B 299 OU Grafenwöhr

- Projekt 7) B 299, Amberg – Grafenwöhr

- Unterprojekt 1) B 299 W-OU Amberg
- Unterprojekt 2) B 299 OU Großschönbrunn
- Unterprojekt 3) B 299 OU Seugast
- Unterprojekt 4) B 299 OU Tanzfleck

- Projekt 8) B 299, A 6 (AS Amberg-West) – B 85 (Amberg)

- Unterprojekt 1) B 299 Ursensollen – Amberg (B 85)

- Projekt 9) B 299, OU Ursensollen

- Unterprojekt 1) B 299 OU Ursensollen

- Projekt 10) B 299, Neumarkt – Beilngries

- Unterprojekt 1) B 299 OU Mühlhausen i.d.Opf.

- Projekt 11) B 299, OU Beilngries

- Unterprojekt 1) B 299 OU Beilngries

- Projekt 12) B 299, OU Pondorf

- Unterprojekt 1) B 299 OU Pondorf

- Projekt 13) B 299, OU Mindelstetten

- Unterprojekt 1) B 299 OU Mindelstetten

#### Erster Referentenentwurf
Im ersten Referentenentwurf zum Bundesverkehrswegeplan 2030 sind insgesamt 14 Vorhaben zur B 299 genannt. Diese sind in drei Kategorien gelistet:
- Neue Vorhaben – Vordringlicher Bedarf (VB)
- Neue Vorhaben – Weiterer Bedarf mit Planungsrecht (WB*)
- Neue Vorhaben – Weiterer Bedarf (WB)

Dabei handelt es sich um folgende Projekte:
| Kategorie | Projektnummer       | Straßen- nummer | Abschnitt                                 | Ausbauziel              | Länge in km | Investitions- kosten in Mio. Euro | Nutzen- kosten- verhältnis | Umwelt- und Natur- schutzfachliche Beurteilung | Städte bauliche Beurteilung | Planungssituation          |
| --------- | ------------------- | --------------- | ----------------------------------------- | ----------------------- | ----------- | --------------------------------- | -------------------------- | ---------------------------------------------- | --------------------------- | -------------------------- |
| VB        | B299-G130-BY-T02-BY | B 299           | Ortsumfahrung Tacherting/Trostberg        | Neubau 2 bzw. 3streifig | 10,6        | 45,2                              | 5,6                        | mittel                                         | hoch                        | Vorentwurf in Bearbeitung  |
| VB        | B299-G010-BY        | B 299           | Ortsumfahrung Waldsassen/Kondrau          | Neubau 2streifig        | 4,9         | 39,9                              | 1,9                        | gering                                         | hoch                        | Planfeststellung beantragt |
| VB        | B299-G060-BY        | B 299           | Ortsumfahrung Mühlhausen in der Oberpfalz | Neubau 2 bzw. 3streifig | 5,4         | 24,2                              | 4,8                        | hoch                                           | hoch                        | Planfeststellung beantragt |
| VB        | B299-G100-BY        | B 299           | Neustadt/Donau (B 16) bis Landshut        | Neubau 2streifig        | 9,8         | 28,3                              | 3,2                        | mittel                                         | –                           | –                          |
| VB        | B299-G100-BY-T01-BY | B 299           | Ortsumfahrung Neuhausen                   | Neubau 2streifig        | (5,1)       | (15,1)                            | 3,2                        | mittel                                         | unbedeutend                 | Vorentwurf abgeschlossen   |
| VB        | B299-G100-BY-T02-BY | B 299           | Ortsumfahrung Weihmichl                   | Neubau 2streifig        | (4,7)       | (13,2)                            | 3,2                        | mittel                                         | unbedeutend                 | Vorentwurf genehmigt       |
| WB*       | B299-G110-BY        | B 299           | A 92 nach Landshut                        | 4streifiger Ausbau      | 4,6         | 72,4                              | 3,5                        | gering                                         |                             | Vorplanung läuft           |
| WB*       | B299-G020-BY        | B 299           | Ortsumfahrung Grafenwöhr                  | Neubau 2streifig        | 4,1         | 13,1                              | 2,1                        | mittel                                         |                             | ohne Planungsbeginn        |
| WB*       | B299-G130-BY-T01-BY | B 299           | Ortsumfahrung Garching an der Alz         | Neubau 2streifig        | 7,7         | 31,5                              | 1,2                        | mittel                                         |                             | Vorplanung läuft           |
| WB        | B299-G120-BY        | B 299           | Ortsumfahrung Egglkofen                   | Neubau 2streifiger      | 3,0         | 10,5                              | 1,3                        | mittel                                         | hoch                        | ohne Planungsbeginn        |
| WB        | B299-G030-BY-T03-BY | B 299           | Ortsumfahrung Seugast                     | Neubau 2streifig        | 3,4         | 8,8                               | 2,2                        | mittel                                         | hoch                        | ohne Planungsbeginn        |
| WB        | B299-G030-BY-T04-BY | B 299           | Ortsumfahrung Tanzfleck                   | Neubau 2streifig        | 2,0         | 5,9                               | 1,3                        | mittel                                         |                             | Planfeststellung beantragt |
| WB        | B299-G050-BY        | B 299           | Ortsumfahrung Ursensollen                 | Neubau 2streifig        | 2,2         | 8,8                               | 1,4                        | ohne Angabe                                    | hoch                        | ohne Planungsbeginn        |
| Gesamt    |                     |                 |                                           |                         | 57,7        | 288,6                             |                            |                                                |                             |                            |

1. ↑  Ist ein Gesehenvermerk erteilt (Vorentwurf genehmigt) oder die Planfeststellung beantragt, kann hinsichtlich der Prüftiefe eine weitere Trassenplausibilitätsprüfung entfallen (Umweltbericht zum BVWP 2030, Seiten 31 ff.).

Für diese Projekte wird die Flächeninanspruchnahme wie folgt angegeben:
1. Ortsumfahrung Tacherting/Trostberg: 36,3 Hektar
2. Ortsumfahrung Waldsassen/Kondrau: 12,0 Hektar
3. Ortsumfahrung Mühlhausen in der Oberpfalz: 19,6 Hektar
4. Neubaustrecke Neustadt/Donau (B 16) bis Landshut: 29,4 Hektar (Ortsumfahrung Neuhausen und Ortsumfahrung Weihmichl)
5. Ausbaustrecke A 92 nach Landshut: 5,1 Hektar
6. Ortsumfahrung Grafenwöhr: 12,3 Hektar
7. Ortsumfahrung Garching an der Alz: 19,3 Hektar
8. Ortsumfahrung Egglkofen: 11,6 Hektar
9. Ortsumfahrung Seugast: 9,5 Hektar
10. Ortsumfahrung Ursensollen: ? Hektar

Folgende Projektvarianten wurden mit „kein Bedarf“ (KB) eingestuft:
- B299-G030-BY-T01-BY – W-OU Amberg,
- B299-G030-BY-T02-BY – OU Großschönbrunn,
- B299-G040-BY – AS Amberg-West (A 6) Amberg (B 85),
- B299-G070-BY – OU Beilngries,
- B299-G080-BY – OU Pondorf und
- B299-G090-BY – OU Mindelstetten.

An die Veröffentlichung des Referentenentwurfes schloss sich eine sechswöchige Öffentlichkeitsbeteiligung an. Nach Auswertung der eingegangenen Stellungnahmen lag ein überarbeiteter Kabinettsentwurf vor, in dem die Ortsumfahrungen Neuhausen und Weihmichl in ihrer bisherigen Bedarfseinstufung enthalten waren. Nach der Ressortabstimmung Ende Juli 2016 hat das Bundeskabinett den Plan am 3. August 2016 beschlossen.

## Ausbauzustand
- grundsätzlich zweispurig (meist mit höhengleichen Kreuzungen)
- dreispurig südlich von Landshut (Isarhangleite) und östlich von Mühlhausen
- vierspurig als Autobahnzubringer südwestlich von Amberg und nördlich von Neumarkt in der Oberpfalz

## Trivia
Bis zum 30. Juni 2015 bestand für LKW nach dem Bundesfernstraßenmautgesetz (BFStrMG) generell keine Mautpflicht auf der B 299. Seit dem 1. Juli 2015 gilt auf dem 1,5 km langen Streckenabschnitt zwischen Anschluss Amberg-West und Anschlussstelle Amberg-West Mautpflicht. Seit dem 1. Juli 2018 sind Bundesstraßen für LKW ab 7,5 Tonnen generell mautpflichtig.
Für den Neubau einer vierstreifigen Bundesstraße geht man von folgenden Brutto-Flächenbedarfen (Trassenbreiten inklusive Nebenflächen, Böschungen und Einschnitten) aus:
- ohne Standstreifen: 36 m in ebenem Gelände, 56 m in bewegtem Relief bzw. Niederungsbereich sowie 65 m in stark bewegtem Relief
- mit Standstreifen: 40 m in ebenem Gelände, 60 m in bewegtem Relief bzw. Niederungsbereich sowie 70 m in stark bewegtem Relief.

Für einen dreistreifigen Ausbau gilt:
- ohne Standstreifen: 28,5 m in ebenem Gelände, 45 m in bewegtem Relief bzw. Niederungsbereich sowie 52 m in stark bewegtem Relief
- mit Standstreifen: 32,5 m in ebenem Gelände, 49 m in bewegtem Relief bzw. Niederungsbereich sowie 57 m in stark bewegtem Relief.

Bei einer zweistreifigen Bundesstraße sehen die Werte wie folgt aus:
- ohne Standstreifen: 21 m in ebenem Gelände, 33,5 m in bewegtem Relief bzw. Niederungsbereich sowie 39 m in stark bewegtem Relief
- mit Standstreifen: 25 m in ebenem Gelände, 37,5 m in bewegtem Relief bzw. Niederungsbereich sowie 44 m in stark bewegtem Relief.